# Champions
"Champions", skriven av Bobby Ljunggren, Henrik Wikström och Ingela "Pling" Forsman, är en fotbollslåt från 2004. Den var kampsång för Sveriges damlandslag i fotboll vid damturneringen i fotboll vid Olympiska sommarspelen 2004. Shirley Clamp sjöng.